# Stefan A. Schirm
Stefan A. Schirm (* 1963 in Mannheim) ist ein deutscher Politikwissenschaftler und Professor für Internationale Politik an der Ruhr-Universität Bochum.

## Leben und Werdegang
Schirm studierte von 1983 bis 1989 Politikwissenschaft, Volkswirtschaftslehre und Neue Geschichte an der Ludwig-Maximilians-Universität München. 1993 folgte die Promotion zum Dr. rer. pol. mit ‘summa cum laude’ an der LMU mit einer Dissertation zu ’Macht und Wandel: Die Beziehungen der USA zu Mexiko und Brasilien’. 1998 wurde er mit einer Forschungsarbeit über den Zusammenhang zwischen Globalisierung, nationaler Politik und regionaler Kooperation in Europa und den Amerikas an der LMU habilitiert. Er erhielt die Venia Legendi für ’Internationale Politik und Politische Ökonomie’.
Von 1991 bis 1999 lehrte Schirm am Geschwister-Scholl-Institut für Politikwissenschaft der LMU und war ab 1994 als wissenschaftlicher Mitarbeiter an der Stiftung Wissenschaft und Politik tätig. 1999 übernahm Schirm die Professur für Internationale Beziehungen an der Universität Stuttgart, 2004 folgte er dem Ruf auf den Lehrstuhl für Internationale Politik an der Ruhr-Universität Bochum.
International forschte Schirm u. a. als John F. Kennedy Memorial Fellow am Center for European Studies der Harvard University (1995/96), als Visiting Scholar am Munk Centre der University of Toronto (2003) und als Robert Schuman Fellow am European University Institute in Florenz (2014).
Schirm engagierte sich in wissenschaftlichen Gremien u. a. 2000–2003 als einer der Sprecher der Sektion ‘Internationale Politik’ der Deutschen Vereinigung für Politikwissenschaft (DVPW). 2003 gründete er die AG Internationale Politische Ökonomie der DVPW und gehörte 2003–2006 dem Vorstand der Deutschen Gesellschaft für Politikwissenschaft an. Von 2007 bis 2008 war Schirm geschäftsführender Herausgeber der Zeitschrift für Politikwissenschaft, seit 2011 ist er Mitherausgeber. An der Ruhr-Universität Bochum leitet er das MA-Programm 'Globalisierung, Transnationalisierung, Governance' und war Prodekan (2015–2017) sowie Dekan (2017–2019) der Fakultät für Sozialwissenschaft.

## Forschungsschwerpunkte
Schirm forscht zur Internationalen Politischen Ökonomie vor allem Deutschlands, Großbritanniens und der USA, zu Global Economic Governance und der G20, zu Brasilien als Emerging Power sowie zu Globalisierungswirkungen und Domestic Politics-Theorien der IPÖ. Sein Fokus liegt dabei auf der Konzeption und Anwendung des ‘Societal Approach’ zur Analyse des Einflusses von gesellschaftlichen Ideen und Interessen auf die Außenwirtschaftspolitik von Regierungen.

## Publikationen (Auswahl)
- 2020: Refining domestic politics theories of IPE: A societal approach to governmental preferences. In: Political Studies Association (Hrsg.): Politics. Band 40, Nr. 4, 2020, S. 396–412, doi:10.1177/0263395719896980 (englisch).
- 2019: In pursuit of self-determination and redistribution: emerging powers and Western anti-establishment voters in international politics. In: Global Affairs. Band 5, Nr. 2, 7. April 2019, S. 115–130, doi:10.1080/23340460.2019.1603079 (englisch).
- 2016: Domestic ideas, institutions or interests? Explaining governmental preferences towards global economic governance. In: International Political Science Association [IPSA] (Hrsg.): International Political Science Review. Band 37, Nr. 1, 2016, S. 66–80, doi:10.1177/0192512114540190 (englisch).
- 2013: Global politics are domestic politics: a societal approach to divergence in the G20. In: British International Studies Association (Hrsg.): Review of International Studies. Band 39, Nr. 3, 2013, S. 685–706, doi:10.1017/S0260210512000216 (englisch).
- 2013: Internationale Politische Ökonomie. Eine Einführung, Baden-Baden: UTB Nomos 2013.
- 2011: Varieties of Strategies: Societal Influences on British and German Responses to the Global Economic Crisis, in: Journal of Contemporary European Studies 19(1), 47–62.
- 2010: Leaders in Need of Followers: Emerging Powers in Global Governance, in: European Journal of International Relations 16(2), 197–221.
- 2009: Ideas and Interests in Global Financial Governance: Comparing German and US Preference Formation, in: Cambridge Review of International Affairs 22(3), 501–521.
- 2002: Globale Märkte, nationale Politik und regionale Kooperation in Europa und den Amerikas. Nomos, Baden-Baden 1999, ISBN 3-7890-6239-1. Zugleich Habilitationsschrift, Universität München, 1999. 2. Auflage: Nomos, 2001, ISBN 978-3-7890-7629-9.[9]
  - Englische Übersetzung: Globalization and the New Regionalism – Global Markets, Domestic Politics and Regional Cooperation. Polity Press, Cambridge 2002, ISBN 0-7456-2970-9 (englisch).